# Isbrueckerichthys
Isbrueckerichthys är ett släkte av fiskar. Isbrueckerichthys ingår i familjen Loricariidae.
Kladogram enligt Catalogue of Life:
| Isbrueckerichthys | \| \| Isbrueckerichthys alipionis \| \| \| \| \| \| Isbrueckerichthys calvus \| \| \| \| \| \| Isbrueckerichthys duséni \| \| \| \| \| \| Isbrueckerichthys epakmos \| \| \| \| \| \| Isbrueckerichthys saxicola \| \| \| \| |
|                   | \| \| Isbrueckerichthys alipionis \| \| \| \| \| \| Isbrueckerichthys calvus \| \| \| \| \| \| Isbrueckerichthys duséni \| \| \| \| \| \| Isbrueckerichthys epakmos \| \| \| \| \| \| Isbrueckerichthys saxicola \| \| \| \| |
|                   | Isbrueckerichthys alipionis |
|                   | |
|                   | Isbrueckerichthys calvus |
|                   | |
|                   | Isbrueckerichthys duséni |
|                   | |
|                   | Isbrueckerichthys epakmos |
|                   | |
|                   | Isbrueckerichthys saxicola |
|                   | |